# Comitè Olímpic de Catalunya
El Comitè Olímpic de Catalunya (abreviat COC) és el nom amb què s'han conegut, al llarg del temps, a les diverses entitats que han tractat d'organitzar la representació directa de Catalunya en els Jocs Olímpics i els altres esdeveniments esportius lligats a aquest. Actualment, el COC continua defensant el seu reconeixement oficial per part del Comitè Olímpic Internacional (COI).

## Història
A causa de l'auge de l'esport a Catalunya durant els incicis del segle xx, el 1913, des dels periòdics Mundo Deportivo, Stadium i La Veu de Catalunya, es va proposar per primer cop la creació d'un Comitè Olímpic Català de cara als Jocs de Berlín de 1916, que finalment no es van realitzar a causa de la Primera Guerra Mundial. A finals d'aquest mateix any, impulsat per l'anomenat Club dels tres (Josep Maria Co de Triola, Josep Elías i Juncosa i Jaume Mestres i Fossas), així com per Narcís Masferrer, es constituí el primer i efímer Comitè Olímpic Català, com a subcomitè d'un encara inexistent Comitè Olímpic Espanyol. En fou secretari el periodista Josep Mesalles i Estivill.
El 1922 es constitueix la Confederació Esportiva de Catalunya, considerada com a hereva del ja desaparegut Comitè Olímpic Català i que fou presidida per Joan Ventosa i Calvell. La Confederació no emprava el terme "Olímpic" degut a les reticències del COI de reconèixer una entitat fora dels estaments internacionals. L'any 1923, però, va rebre la Copa Olímpica com a reconeixement de la seva tasca en la promoció de l'esport. Durant la dictadura de Primo de Rivera (1923-1930) la Confederació va perdre la major part de les seves funcions i membres i l'any 1933, durant la Segona República Espanyola, aquesta passà a anomenar-se Unió Catalana de Federacions Esportives, essent reconeguda per la Generalitat com a corporació oficial. La República va permetre la participació internacional esportiva catalana, tret dels Jocs Olímpics. Amb motiu de l'Olimpíada Popular de Barcelona del 1936, estava prevista la participació d'una delegació catalana pròpia, així com del País Basc i Galícia. A partir del 1939 el règim franquista va fer desaparèixer qualsevol pretensió olímpica catalana.
L'any 1987, poc després de l'elecció de Barcelona com a seu dels Jocs Olímpics d'Estiu de 1992, es va crear l'Associació per a la Delegació Olímpica de Catalunya (ADOC) impulsada per l'empresari de les comunicacions Albert Bertrana i Bernaus, pel membre de la Federació de Curses d'Orientació de Catalunya Carles Lladó i Badia, pel periodista Josep Arranz i Romeu i per l'activista Francesc Serra, la qual establí el 29 de maig de 1989 el Comitè Olímpic de Catalunya. Aleshores, el Comitè va demanar l'any 1991 el seu reconeixement oficial per part del COI, petició que encara actualment resta sense resoldre's. L'any 1996 el COI, presidit per Joan Antoni Samaranch, va modificar la carta olímpica, reconeixent només els Estats independents i aquells altres que ja hi participessin. Aquesta modificació, però, no afectaria tècnicament al COC, donat que la petició es va realitzar abans de la modificació de la carta i, per tant, s'ha de tractar amb la norma vigent aleshores.

### Esdeveniments recents
Després dels Jocs Olímpics de Barcelona i de la no participació directa de Catalunya en aquests, el COC entrà en una fase de relativa inactivitat. L'any 2004, la Unió de Federacions Esportives de Catalunya (UFEC) i el COC es fusionaren. L'octubre de 2016, en ple procés d'autodeterminació de Catalunya, el consell directiu del Comitè es reuní per aprovar els nous estatuts de l'organització, donat que encara eren vigents els originals de 1989. Els objectius d'aquest canvi són: reimpulsar el COC, adaptar-lo a les modificacions legislatives de l'esport internacional de les darreres dècades i preparar-lo per un eventual reconeixement internacional en cas d'independència. Els nous estatuts hauran de ser ratificats per l'assemblea, que s'havia de celebrar, previsiblement, durant el mes de novembre. Per qüestions de legitimitat, es va decidir celebrar eleccions a Junta per tal de triar els seus nous membres. El 13 de desembre, Gerard Esteva, president de la UFEC, fou elegit president del COC, en una candidatura conjunta en la qual s'incloïen membres de la UFEC, de la Plataforma pro Seleccions Esportives Catalanes i de la Secretaria General de l'Esport.

## Presidència
- 1989-1990: Miquel Arbós i Abadal
- 1990-1994: Josep Miró i Ardèvol
- 1994-2002: Ignasi Doñate i Sanglas
- 2002-2007: Pere Sust Sagau
- 2007-2016: David Moner i Codina
- 2016-actualitat: Gerard Esteva i Viladecans